# Dame-Indisch
De Dame-Indische verdediging is in het schaken een opening die in de jaren twintig van de 20e eeuw vooral door Tartakower onderzocht is. De zettenreeks is
1. d4 Pf6, het Indisch
2. c4 e6
3. Pf3 b6
Maar ook reeds een eeuw eerder werd de zet 1. d4 al met 1. ...Pf6 beantwoord, gevolgd door een fianchetto (b6 of g6).
In de loop der eeuwen heeft een groot aantal grootmeesters deze opening met nieuwe inzichten verrijkt, waaronder Capablanca, Botvinnik, Euwe en Petrosjan.
Het Dame-Indisch is ingedeeld bij de halfgesloten spelen en valt onder ECO-code E12.
| Dame-Indisch  | 1.d4 Pf6 2.c4 e6 3.Pf3 b6                                                     |
| versneld      | 1.d4 Pf6 2.c4 b6                                                              |
| Bogo-Indisch  | 1.d4 Pf6 2.c4 e6 3.Pf3 Lb4                                                    |
| Petrosian     | 1.d4 Pf6 2.c4 e6 3.Pf3 b6 4.a3                                                |
| Miles         | 1.d4 Pf6 2.c4 e6 3.Pf3 b6 4.Lf4                                               |
| Botwinnik     | 1.d4 Pf6 2.c4 e6 3.Pf3 b6 4.Pc3 Lb7 5.Lg5 h6 6.Lh4 g5 7.Lg3 Ph5               |
| hoofdvariant  | 1.d4 Pf6 2.c4 e6 3.Pf3 b6 4.Pc3 Lb7 5.Lg5 h6 6.Lh4 Lb4                        |
| Awerbach      | 1.d4 Pf6 2.c4 e6 3.Pf3 b6 4.e3 Lb7 5.Ld3 c5 6.0-0 Le7 7.b3 0-0 8.Lb2 cd 9.Pd4 |
| fianchetto    | 1.d4 Pf6 2.c4 e6 3.Pf3 b6 4.g3 Lb7                                            |
| Nimzowitsch   | 1.d4 Pf6 2.c4 e6 3.Pf3 b6 4.g3 La6                                            |
| Capablanca    | 1.d4 Pf6 2.c4 e6 3.Pf3 b6 4.g3 Lb7 5.Lg2 Lb4                                  |
| Yates variant | 1.d4 Pf6 2.c4 e6 3.Pf3 b6 4.g3 Lb7 5.Lg2 Lb4 6.Ld2 a5                         |
| Rubinstein    | 1.d4 Pf6 2.c4 e6 3.Pf3 b6 4.g3 Lb7 5.Lg2 c5 6.d5 ed 7.Ph4                     |
| stopmethode   | 1.d4 Pf6 2.c4 e6 3.Pf3 b6 4.g3 Lb7 5.Lg2 d5                                   |
| dekmethode    | 1.d4 Pf6 2.c4 e6 3.Pf3 b6 4.g3 Lb7 5.Lg2 Dc8                                  |
| Riumin        | 1.d4 Pf6 2.c4 e6 3.Pf3 b6 4.g3 Lb7 5.Lg2 Le7                                  |
| Opovcensky    | 1.d4 Pf6 2.c4 e6 3.Pf3 b6 4.g3 Lb7 5.Lg2 Le7 6.Pc3 Pe4 7.Ld2                  |
| hoofdvar      | 1.d4 Pf6 2.c4 e6 3.Pf3 b6 4.g3 Lb7 5.Lg2 Le7 6.0-0 0-0 7.Pc3                  |
| Dame aanval   | 1.d4 Pf6 2.c4 e6 3.Pf3 b6 4.g3 Lb7 5.Lg2 Le7 6.0-0 0-0 7.Dc2                  |
| Euwe          | 1.d4 Pf6 2.c4 e6 3.Pf3 b6 4.g3 Lb7 5.Lg2 Le7 6.0-0 0-0 7.b3                   |